# عبد الله ود سعد
عبد الله ود سعد هو أحد أمراء المهدية وكان زعيم الجعليين في المتمة أختلف مع الخليفة عبد الله التعايشي ودخل في صراع دموي معه انتهى بمقتله ومقتل أعداد كبيرة جدا من أتباعه.

## نسبه
إسمه بالكامل هو سعد ود فرح وينتسب إلى الجعليين المرياب النفيعاب الذين كانوا يقطنون المتمة. 

## انضمامه للمهدية
هاجر إلى كردفان ليلتقي بمحمد أحمد المهدي زعيم المهدية وبايعه. وتولى زعامة الجعليين في المتمة. انضم إلى جيش المهدية بقيادة الأمير محمد خير للجهاد ضد حكم التركية السابقة للسودان. واشترك في العديد من المعارك أهمها معركتي أبو طليح والمتمة وتم تعيينه أميراً.

## خلافه مع الخليفة
استدعى الخليفة عبد الله التعايشي الأمير ود سعد إلى أم درمان لحضور اجتماع عقده مع أهل الرأي في دولته حول التصدي للجيش الإنجليزي المصري بقيادة الجنرال هربرت كتشنر الذي كان ينوي استرداد حكم السودان من المهدية. اطلع الخليفة المجتمعين بما وافته به استخبارات الدولة المهدية من أن جيش الغزو سيسلك الطريق الصحراوي نفسه الذي استخدمته حملة إنقاذ الجنرال غوردون عام 1884 / 1885م، عبر آبار جقدول، وأبو طليح، ثم المتمة، ومنها يتجه نحو عاصمة المهدية أم درمان. كما ابلغهم الخليفة قراره بإخلاء المتمة وترحيل أهلها إلى الضفة الشرقية للنيل لكي يعسكر فيها جيش الأمير محمود ود أحمد قبل منازلته للعدو.
وافق ود سعد على ذلك لكن الخليفة لم يسمح بمغادرة أم درمان عقب انتهاء الاجتماع لأنه كان يشك في نواياه، ويرى فيه أنه يظهر خلاف ما يبطن ثم أرسل الخليفة خطاباً إلى أهل المتمة، يطلب منهم إخلائها لجيش الأمير محمود ود أحمد حتى لا تدخلها قوات الغزو، وسمح لهم في خطابه بأن يأخذوا معهم «كافة أمتعتهم وأموالهم وجميع متعلقاتهم ماعدا المساكن فقط»، ويقيمون سوقهم بحالها التي عليها عامرة بالسلع وذلك بمحاذاة البلدة التي سينشؤونها بالشرق. 
وبعد فترة وجيزة ظهر ود سعد وسط قومه في المتمتة واختلفت الروايات التاريخية حول كيفية حصول ذلك. فذكرت بعضها إن الخليفة أذن للأمير عبد الله ود سعد بمغادرة أم درمان بعد إرساله الخطاب. ولكن حسب روايات أخرى فقد حصل ود سعد على إذن المغادرة من الأمير يعقوب بدون علم الخليفة الذي غضب على ذلك شديداً وأرسل مجموعة من الهجانة لمطاردته والقبض عليه، إلا أن الهجانة لم يتمكنوا من اللحاق به إلا عند مشارف المتمة ولم يكن أمامهم من بدّ سوى إبلاغه بأوامر الخليفة التي تقضي بعودته إلى أم درمان، فكان رده: «ارجعوا إلى سيدكم، وقالوا له عبد الله ولد سعد خالف أمرك، كيف يرضى بأن يطلع أهل المتمة، ويسكن بها محمود ود أحمد، وتخرج كافة النساء والأطفال. أنا خالفت أمره بهذا الشأن» 

## عدم اخلاء المتمة وتداعياته
أطلع الأمير عبد الله ود سعد أهل المتمة على ما دار في أم درمان، وقرار ترحيلهم إلى الضفة الشرقية  للنيل، وأوضح لهم اعتراضه على هذا القرار، بحجة أنه سيجدد العار القديم الذي لحق بالجعليين عندما هجر المك نمر شندي بعد مقتل إسماعيل كامل باشا عام 1822 م، كما تذهب بعض الروايات فوافقه أهل المتمة الرأي. ويعني ذلك قبولهم بمواجهة مع الخليفة وبدأوا يعدون العدة لملاقاة جيش الأمير محمود ود أحمد الذي طلب منه الخليفة تنفيذ أمر الإخلاء عنوة وبسرعة.  وكان ود سعد يعول على مدّد يصله من كتشنر بعد أن ارسل إيه خطاباً أبدى فيه مساعدته في زحفه نحو أم درمان وطالباً تزويده بالسلاح، لكن المدّد لم يصل.

## مقتله
و في يوم الخميس الأول من يوليو/ تموز 1897 م، وبعد معركة غير متكافئة بين الطرفين تم القضاء على الأمير عبد الله ود سعد وأعوانه وعدد كبير من أهالي البلدة في قتال ضار عرف محلياً «بكَتْلَة المتمة».